# Geisbergtunnel

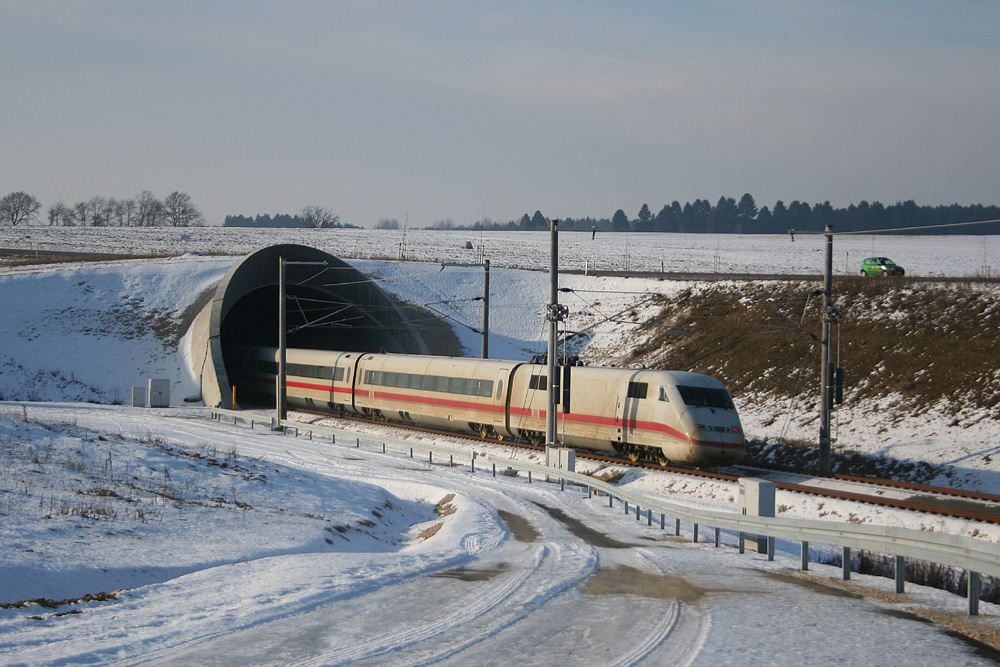
Nordportal des Geisbergtunnels mit ICE S

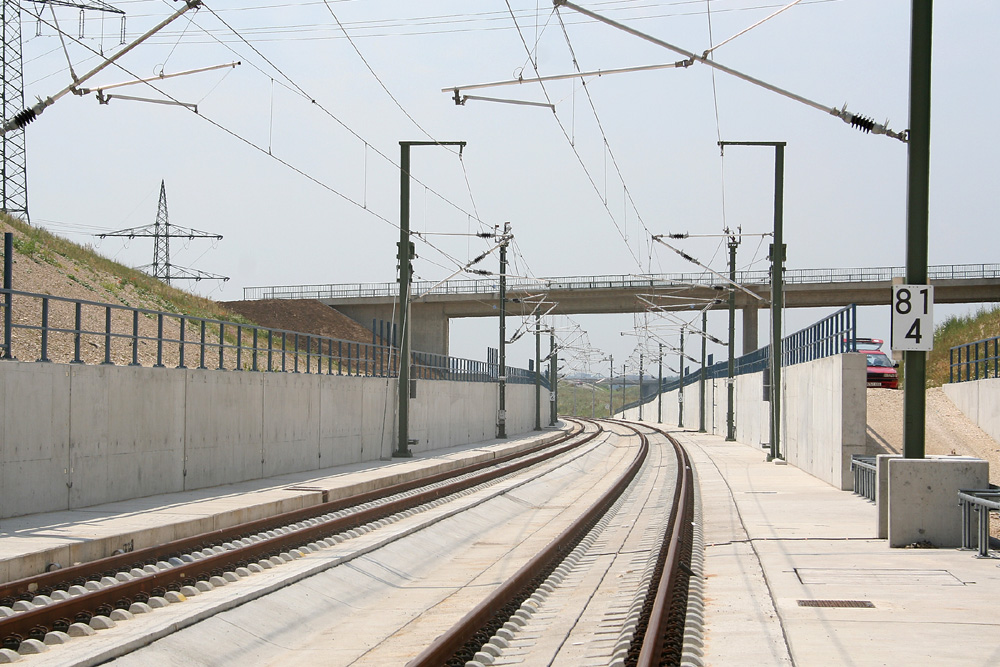
Kurve im Einschnitt mit Rampe für Rettungsfahrzeuge am südlichen Tunnelportal

Der Geisbergtunnel (auch Tunnel Geisberg oder Tunnel Geißberg, ehemals auch Neuhautunnel) ist ein Eisenbahntunnel der Schnellfahrstrecke Nürnberg–Ingolstadt. Mit einer Länge von 3289 m (Strecken-km 78,085 bis 81,374) ist er der drittlängste der neun Tunnel der Strecke. Der einröhrige Tunnel nimmt zwei Gleise in Fester Fahrbahn auf, die planmäßig mit 300 km/h befahren werden können.
Dem Südportal ist ein Trogbauwerk ab km 81,8 vorgelagert. 750 Meter vom nördlichen Tunnelende entfernt schließt sich der Stammhamtunnel an.

## Verlauf
Die Trasse der Neubaustrecke verläuft im Tunnel unter dem Standortübungsplatz Hepberg auf den Gemarkungen der Gemeinden (von Nord nach Süd) Stammham, Hepberg und Wettstetten; südlich der Anlage verläuft die Staatsstraße 2335. Von dieser zweigt die Ortsumgehung Etting ab, die bis zu der in den Auditunnel einführenden Kurve westlich parallel zur Neubaustrecke verläuft. Der südliche Voreinschnitt liegt im Übergang der Fränkischen Alb zum Ingolstädter Becken.
Die Gradiente der Strecke fällt in Richtung Ingolstadt im nördlichen Drittel des Tunnels mit 20,0 Promille ab. Dieser Wert wird auf einer Länge von 1815 m vom Streckenkilometer 77,775 bis 79,590, in der nördlichen Hälfte, erreicht. Unter den neun 20-Promille-Abschnitten der Strecke ist dies der längste. Im mittleren Drittel fällt die Gradiente mit 5,0 Promille ab. Vor dem Südportal nimmt das Gefälle auf 11,657 Promille zu.

## Geschichte

### Planung
Nach dem Planungsstand von Mitte 1989 war in diesem Bereich der 324 m lange Neuhautunnel zur Unterquerung des Standortübungsplatzes der Bundeswehr vorgesehen.
Der Tunnel wurde im weiteren Verfahrensverlauf in beiden Richtungen verlängert und durchquerte damit das Gemeindegebiet von Hepberg komplett unterirdisch.
Der Gemeinderat von Wettstetten befürwortete, im Zuge des Raumordnungsverfahrens, im November 1989 die Neubaustrecke zwischen Nürnberg und Ingolstadt, forderte jedoch, den mit rund 500 m Länge geplanten Tunnel um rund 200 m nach Süden zu verlängern.
Mitte 1994 lag die geplante Länge bei 3289 m. Der Vortrieb sollte von beiden Portalen erfolgen.
Der Tunnel war Teil des Planfeststellungsabschnitts 71 der Neubaustrecke und lag in deren Baulos Süd.

### Bau
Die Röhre wurde zum größten Teil (3019 m) in Spritzbetonbauweise errichtet. Am Nordportal wurden 20 Blöcke (270 m) der Röhre in offener Bauweise erstellt.
Der Auftrag wurde im September 1998 an eine Arbeitsgemeinschaft vergeben. Der Bau begann am Jahresanfang 1999. Mit dem Anschlag begann der Vortrieb im Norden am 29. Juni 1999, im Süden am 13. August gleichen Jahres. Der Durchschlag erfolgte am 29. August 2000. Ab Mitte Februar 2002 wurde die Innenschale vom Südportal her errichtet.
Starke Verkarstungen führten zu einer rund 30-monatigen Verzögerung, sodass der Rohbau erst im Dezember 2003 fertiggestellt werden konnte.
Der Tunnel gehörte zum Baulos Süd der Neubaustrecke, mit dem eine Arbeitsgemeinschaft der Unternehmen Walter Bau (Augsburg) unter Führung der Firma Dywidag beauftragt war.

## Sicherheitskonzept
Der Fahrtunnel verfügt über insgesamt vier Notausgänge:
- Die Notausgänge 1a und 1b führen, 1000 m bzw. 1200 m vom Nordportal entfernt aus dem Fahrtunnel. Nach einem jeweils 105 m langen, westlich des Tunnels verlaufenden, Parallelstollen wird ein an die Oberfläche führender Schacht von 40 m Höhe und 8,0 m Durchmesser erreicht.
- Die Notausgänge 2a und 2b liegen 1094 m bzw. 994 m vom Südportal entfernt. Über einen begehbaren Stollen von 150 m (2a) bzw. 144 m (2b) Länge wird ein Schacht von 5,8 m Durchmesser und 24 m Höhe erreicht.

In den beiden Rettungsschächten führen Wendeltreppen an die Oberfläche. Der höhere der beiden Schächte wurde dabei zusätzlich mit einem Aufzug ausgerüstet. Die Sicherheitsbeleuchtung ist im Normalfall ausgeschaltet.

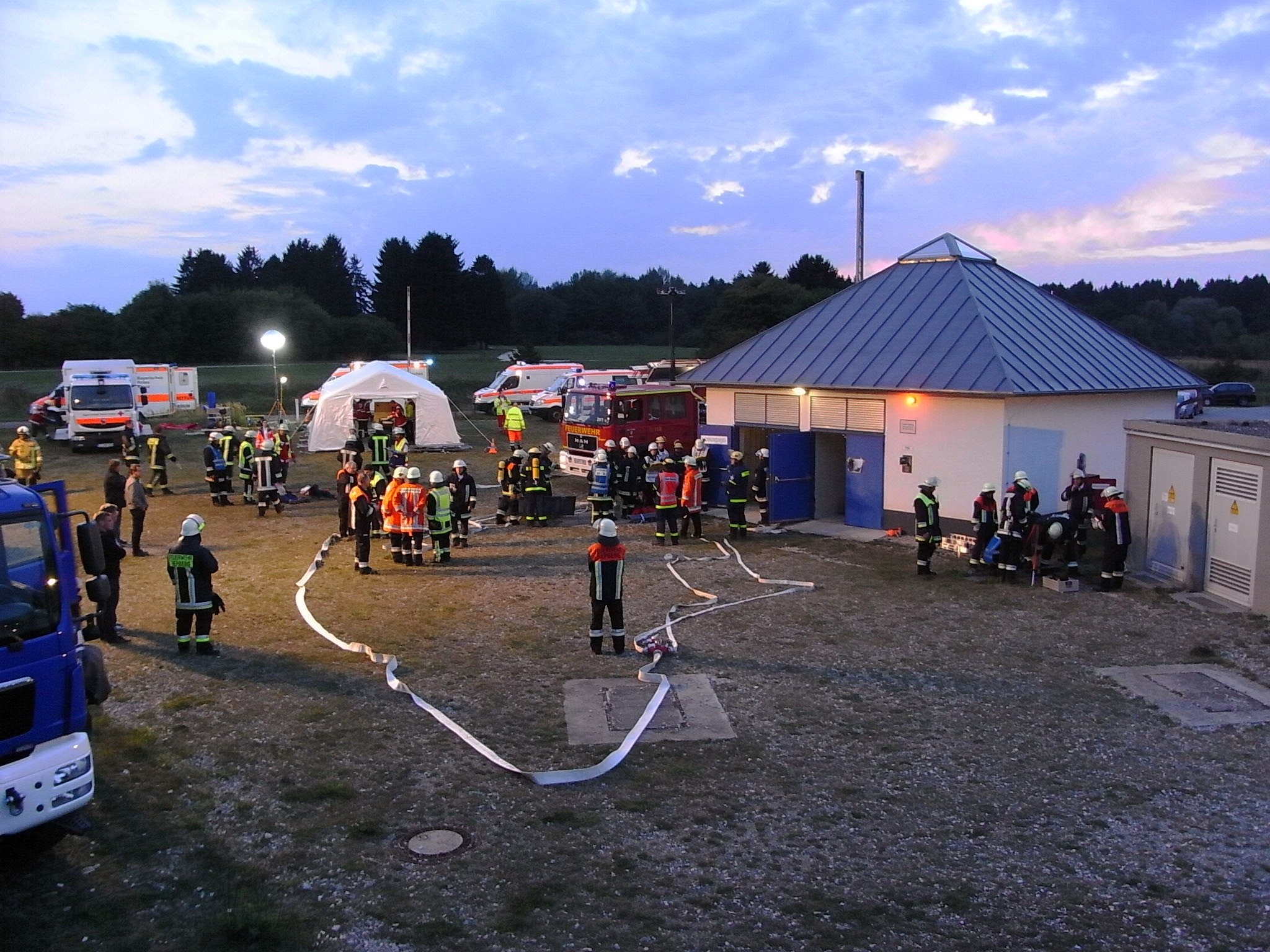
Rettungsübung am 25. September 2013

Am 8. April 2006 fand im Tunnel Geisberg eine Rettungsübung der im Ernstfall betroffenen Feuerwehren statt. An der Übung waren zusätzlich das Technische Hilfswerk, der Malteser Hilfsdienst und das Rote Kreuz beteiligt.
Siehe auch: Sicherheitskonzept der Neubaustrecke